# Australoeuops eucalypti
Australoeuops eucalypti es una especie de coleóptero de la familia Attelabidae.

## Distribución geográfica
Habita en Australia.